# Église Saint-Saturnin de Saint-Sernin
Pour les articles homonymes, voir Église Saint-Saturnin.
L'église Saint-Saturnin est une église située à Saint-Sernin, en France.

## Localisation
L'église est située sur la commune de Saint-Sernin, dans le département français de l'Ardèche.

## Protection
L'église Saint-Saturnin est inscrite au titre des monuments historiques en 1987.